# Juan de Mañozca y Zamora
Juan de Mañozca y Zamora (Marquina, 1580-Ciudad de México, 12 de diciembre de 1650) fue un prelado de la Iglesia católica que sirvió como arzobispo de México (1643–1650).

## Biografía
Juan de Mañozca y Zamora nació en Marquina, España. Fue hijo de Domingo de Zamora y de Catalina Mañozca.
El 14 de julio de 1643, fue seleccionado por el Rey de España y confirmado por el Papa Urbano VIII el 16 de noviembre de 1643 como arzobispo primado de México.
El 24 de febrero de 1645, siendo consagrado por el obispo Juan de Palafox y Mendoza, obispo de Tlaxcala junto a Fernando Montero Espinosa, obispo de Nueva Segovia como coconsagrante.
Fue arzobispo de México hasta su muerte el 12 de diciembre de 1650.
Mientras fue arzobispo, ordenó obispo a Miguel de Poblete Casasola, arzobispo de Manila (1650).